# Hôn nhân cùng giới ở Jersey
Hôn nhân cùng giới đã trở thành hợp pháp tại Jersey, một quốc gia phụ thuộc Vương quốc Anh, vào ngày 1 tháng 7 năm 2018. Jersey đã thông qua dự luật cho phép các cặp cùng giới kết hôn vào ngày 1 tháng 2 năm 2018, nhận được sự đồng ý của hoàng gia vào ngày 23 tháng 5 năm 2018.
Jersey cũng cho phép quan hệ đối tác dân sự cho các cặp cùng giới. Dự luật hợp pháp hóa đã được Nữ hoàng Elizabeth II ký ngày 14 tháng 12 năm 2011 và được đăng ký tại tòa án hoàng gia vào ngày 6 tháng 1 năm 2012. Luật này có hiệu lực vào ngày 2 tháng 4 năm 2012.

## Kết hợp dân sự
Vào tháng 8 năm 2009, Bộ trưởng đã tuyên bố rằng một dự luật hợp tác dân sự sẽ được soạn thảo và chuẩn bị giới thiệu cho Hội đồng Jersey vào tháng 10 năm 2009.
Vào ngày 20 tháng 10 năm 2009, Hội đồng đã bỏ phiếu ủng hộ quan hệ đối tác dân sự "về nguyên tắc". Việc bỏ phiếu là 48 ủng hộ, 1 chống và 4 phiếu trắng. Dự thảo hợp pháp hóa hợp tác dân sự đã được Hội đồng Bộ trưởng phê duyệt vào ngày 24 tháng 3 năm 2011 và được giới thiệu trước Hội đồng vào ngày 31 tháng 5. Nó đã được thông qua vào ngày 12 tháng 7 năm 2011. Vào ngày 14 tháng 12 năm 2011, dự luật đã nhận được sự đồng ý của hoàng gia và được đăng ký tại tòa án hoàng gia vào ngày 6 tháng 1 năm 2012. Vào tháng 3 năm 2012, Chính phủ đã ban hành các lệnh thực thi luật, có hiệu lực vào ngày 2 tháng 4 năm 2012.